# Метамора (Огайо)
Метамора (англ. Metamora) — селище (англ. village) в США, в окрузі Фултон штату Огайо. Населення — 566 осіб (2020).

## Географія
Метамора розташована за координатами 41°42′41″ пн. ш. 83°54′18″ зх. д. / 41.71139° пн. ш. 83.90500° зх. д. (41.711470, -83.905017).  За даними Бюро перепису населення США в 2010 році селище мало площу 2,17 км², з яких 2,14 км² — суходіл та 0,04 км² — водойми.

## Демографія
Згідно з переписом 2010 року, у селищі мешкало 627 осіб у 221 домогосподарстві у складі 168 родин. Густота населення становила 289 осіб/км².  Було 234 помешкання (108/км²).
Расовий склад населення:
| - 99,2 % — білих - 0,2 % — корінних американців |

До двох чи більше рас належало 0,6 %. Частка іспаномовних становила 2,2 % від усіх жителів.
За віковим діапазоном населення розподілялося таким чином: 29,8 % — особи молодші 18 років, 59,4 % — особи у віці 18—64 років, 10,8 % — особи у віці 65 років та старші. Медіана віку мешканця становила 36,9 року. На 100 осіб жіночої статі у селищі припадало 97,2 чоловіків;  на 100 жінок у віці від 18 років та старших — 94,7 чоловіків також старших 18 років.
Середній дохід на одне домашнє господарство  становив 68 080 доларів США (медіана — 62 422), а середній дохід на одну сім'ю — 75 520 доларів (медіана — 67 857). Медіана доходів становила 52 813 долари для чоловіків та 38 977 доларів для жінок. За межею бідності перебувало 4,3 % осіб, у тому числі 3,7 % дітей у віці до 18 років та 19,7 % осіб у віці 65 років та старших.
Цивільне працевлаштоване населення становило 330 осіб. Основні галузі зайнятості: освіта, охорона здоров'я та соціальна допомога — 29,1 %, виробництво — 16,7 %, роздрібна торгівля — 12,1 %, будівництво — 9,4 %.